# بيل بوركي
بيل بوركي هو محام بالقضاء العالي وسياسي أسترالي، ولد في 2 يونيو 1913 في Carlton North ‏ في أستراليا، وتوفي في 22 مايو 1981 في فيتزوري ‏ في أستراليا بسبب سرطان. نشط حزبياً في حزب العمال الأسترالي. وقد انتخب عضو مجلس النواب الأسترالي ‏ عن دائرة Division of Fawkner ‏ (10 ديسمبر 1949 – 10 ديسمبر 1955).